# Pseudocalotes floweri
Espèce
Synonymes
- Calotes floweri Boulenger, 1912

Pseudocalotes floweri est une espèce de sauriens de la famille des Agamidae.

## Répartition
Cette espèce se rencontre en Thaïlande, au Cambodge et au Viêt Nam.

## Étymologie
Cette espèce est nommée en l'honneur de Stanley Smyth Flower (1871–1946).

## Publication originale
- Boulenger, 1912 : A vertebrate fauna of the Malay Peninsula from the Isthmus of Kra to Singapore incl. the adjacent islands. Reptilia and Amphibia, London, Taylor & Francis, p. 1-294 (texte intégral).